# Discopyge castelloi
Discopyge castelloi is een vissensoort uit de familie van de schijfroggen (Narcinidae). De wetenschappelijke naam van de soort is voor het eerst geldig gepubliceerd in 2008 door Menni, Rincón & García.